# هرکول شکست‌ناپذیر
هرکول شکست‌ناپذیر (به ایتالیایی: Ercole l'invincibile) یک فیلم سینمایی شمشیر و صندل ایتالیایی محصول سال ۱۹۶۴ به کارگردانی آلوارو مانکوری و لوئیس مان با بازی دان وادیس در نقش هرکول است.